# Cloridrato de Fluorotabun
Cloridrato de Fluorotabun é um composto organofosfato sintético formulado em C4H12ClFNO2P.